# Awa Marie Coll-Seck
Awa Marie Coll (1 de maio de 1951) é uma médica e política senegalesa. Pesquisadora, em particular sobre AIDS à qual dedicou inúmeras publicações, foi chefe de departamento do UNAIDS em Genebra de 1996 a 2001. Entre 2001 e 2003 e de 2012 a 2017, foi ministra da Saúde do Senegal. Desde 11 de setembro de 2017, é Ministra de Estado da Presidência da República do Senegal.

## Educação
No final de seus estudos médicos, ela passou por um estágio nos hospitais de Dakar em 1975 e obteve seu doutorado em medicina em 1978. Entre 1979 e 1980, passou um ano na unidade de terapia intensiva para doenças infecciosas da Hospital Lyon Croix-Rousse como assistente em uma ala estrangeira. De volta ao Senegal, ela obteve seu diploma de especialização em bacteriologia - virologia e doenças infecciosas e tropicais, respectivamente, em 1982 e 1984, na Universidade Cheikh Anta Diop, em Dakar. De 1982 a 1988, ela seguiu vários cursos de treinamento em metodologia e pedagogia de pesquisa em Dakar, Libreville e Bordeaux. Em 1984, aos 33 anos, ela foi a primeira médica associada no Senegal e, assim, tornou-se uma das pioneiras na África francófona. Em 1987, o curso de epidemiologia aplicada e bioestática, co-organizado pela Fundação Mérieux e pelo CDC de Atlanta, que ela segue em Annecy, na França, a permitiu aperfeiçoar suas habilidades nessa área e ser membro da Associação de Epidemiologistas de Campo.

## Carreira política
Ela foi chamada ao Senegal pelo Presidente da República em maio de 2001 para ocupar o cargo de Ministra da Saúde e Prevenção. Graças à sua ação, foram feitos avanços no setor da saúde e podemos creditar diversas realizações nesses campos, tão variadas quanto reformas institucionais, reforma hospitalar, programa de vacinação ampliado, luta contra malária, AIDS, doenças não transmissíveis, saúde dos idosos, motivação dos funcionários, gestão financeira, contratos e relacionamento com parceiros.
Macky Sall, que a censurou por sua falta de envolvimento nas eleições legislativas senegalesas de 2017, não renovou seu cargo de Ministra da Saúde no segundo governo de Dionne em 7 de setembro de 2017. No entanto, tornou-se Ministra de Estado do Presidente da República.